# Edo Buma

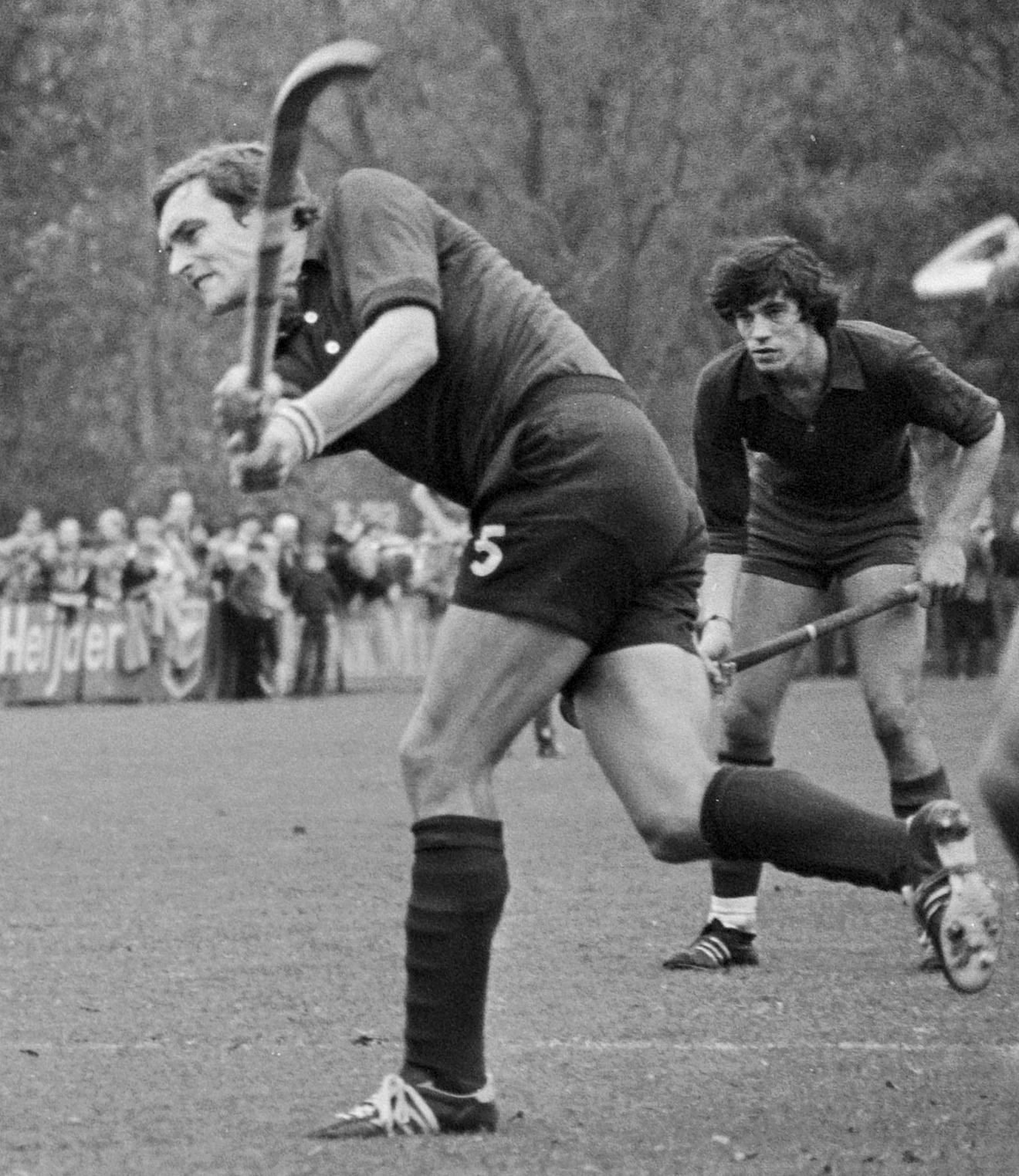
Edo Buma (1976)

Edo Buma (* 31. März 1946 in Enschede) ist ein ehemaliger niederländischer Hockeyspieler, der bei den Olympischen Spielen 1968 den fünften Platz belegte.

## Sportliche Karriere
Der 1,83 m große Verteidiger absolvierte von 1966 bis 1972 insgesamt 15 Länderspiele für die niederländische Nationalmannschaft, in denen er 4 Tore erzielte.
Buma bestritt 1966 zwei Länderspiele und war dann im Mai 1968 wieder im Nationalteam. Bei den Olympischen Spielen 1968 in Mexiko-Stadt war er in vier von neun Spielen dabei und erzielte ein Tor. Im Frühjahr 1972 kehrte Buma noch einmal für fünf Spiele in die Nationalmannschaft zurück, gehörte aber nicht mehr zum Olympiaaufgebot.
Buma spielte bei DKS Enschede und beim HC Klein Zwitserland. Gegen Ende seiner Karriere gewann er mit Klein Zwitserland mehrere Landesmeistertitel.
Sein Sohn Jaap-Derk Buma war ebenfalls Hockeynationalspieler und Olympiasieger 2000.